# Curie-Skłodowska
Curie-Skłodowska (ang. Madame Curie) – amerykański film biograficzny z 1943 r. w reżyserii Mervyna LeRoya. Film jest opowieścią o życiu Marii Skłodowskiej-Curie, słynnej uczonej polsko-francuskiej. Scenariusz powstał na podstawie książki Ewy Curie, córki dwukrotnej noblistki.
W Polsce film był dystrybuowany przez Przedsiębiorstwo Państwowe Film Polski

## Treść
Maria Skłodowska jest Polką studiującą na uniwersytecie w Sorbonie we Francji. Pewnego dnia podczas zajęć mdleje. Z pomocą przychodzi jej profesor Jean Perot. Uczony jest zaniepokojony stanem zdrowia Marii, która ciężko pracuje i źle się odżywia. Postanawia jej pomóc i przekonuje jednego ze swoich uniwersyteckich kolegów – Piotra Curie, by pozwolił dziewczynie pracować w swoim laboratorium. Curie zgadza się na propozycję profesora i szybko zakochuje się w młodej Polce. Jednocześnie oboje prowadzą badania chemiczne w laboratorium, co pozwala po latach eksperymentów odkryć dwa nowe pierwiastki – polon i rad...

## Obsada
- Greer Garson – Maria Curie
- Walter Pidgeon – Pierre Curie
- Henry Travers – Eugene Curie
- Albert Bassermann – Jean Perot
- Robert Walker – David Le Gros
- C. Aubrey Smith – Lord Kelvin
- Dame May Whitty – Madame Eugene Curie
- Victor Francen – rektor uniwersytetu
- Elsa Basserman – Madame Perot
- Reginald Owen – Henri Becquerel
- Van Johnson – reporter
- Margaret O’Brien – Irene Curie (w wieku 5 lat)
- James Hilton – Narrator (głos)

## Nagrody i nominacje
Film zdobył 7 nominacji do Nagród Akademii Filmowej:
- najlepszy film - wytwórnia MGM
- najlepszy aktor pierwszoplanowy – Walter Pidgeon
- najlepsza aktorka pierwszoplanowa – Greer Garson
- najlepsza muzyka w dramacie lub komedii – Herbert Stothart
- najlepsza scenografia (filmy czarno-białe) – Cedric Gibbons, Edwin B. Willis, Hugh Hunt, Paul Groesse
- najlepsze zdjęcia (filmy czarno-białe) – Joseph Ruttenberg
- najlepszy dźwięk – Douglas Shearer